# Thrasydoxa
Thrasydoxa é um gênero de mariposa pertencente à família Acrolepiidae.